# Gaeumannomyces graminis
Gaeumannomyces graminis är en svampart. Gaeumannomyces graminis ingår i släktet Gaeumannomyces och familjen Magnaporthaceae.  Arten är reproducerande i Sverige.
Svampen orsakar en sjukdom hos vete och andra sädesslag där rötterna, stjälken och delar av bladet blir svarta.

## Underarter
Arten delas in i följande underarter:
- avenae
- tritici
- graminis